# Saint-Aoustrille
Saint-Aoustrille és un municipi francès, situat al departament de l'Indre i a la regió de Centre – Vall del Loira. L'any 2007 tenia 160 habitants.

## Demografia

### Població
El 2007 la població de fet de Saint-Aoustrille era de 160 persones. Hi havia 68 famílies, de les quals 20 eren unipersonals (4 homes vivint sols i 16 dones vivint soles), 20 parelles sense fills, 24 parelles amb fills i 4 famílies monoparentals amb fills.
La població ha evolucionat segons el següent gràfic:
Habitants censats

### Habitatges
El 2007 hi havia 87 habitatges, 67 eren l'habitatge principal de la família, 6 eren segones residències i 14 estaven desocupats. 82 eren cases i 2 eren apartaments. Dels 67 habitatges principals, 54 estaven ocupats pels seus propietaris, 12 estaven llogats i ocupats pels llogaters i 1 estava cedit a títol gratuït; 1 tenia una cambra, 1 en tenia dues, 20 en tenien tres, 21 en tenien quatre i 24 en tenien cinc o més. 65 habitatges disposaven pel capbaix d'una plaça de pàrquing. A 24 habitatges hi havia un automòbil i a 39 n'hi havia dos o més.

### Piràmide de població
La piràmide de població per edats i sexe el 2009 era:
| Homes | Edats   | Dones |
| ----- | ------- | ----- |
| 0     | 95 o +  | 0     |
| 0     | 90 a 94 | 0     |
| 0     | 85 a 89 | 0     |
| 0     | 80 a 84 | 4     |
| 4     | 75 a 79 | 4     |
| 4     | 70 a 74 | 0     |
| 4     | 65 a 69 | 0     |
| 0     | 60 a 64 | 4     |
| 0     | 55 a 59 | 4     |
| 12    | 50 a 54 | 0     |
| 8     | 45 a 49 | 12    |
| 8     | 40 a 44 | 8     |
| 8     | 35 a 39 | 4     |
| 0     | 30 a 34 | 4     |
| 8     | 25 a 29 | 12    |
| 12    | 20 a 24 | 0     |
| 8     | 15 a 19 | 16    |
| 4     | 10 a 14 | 8     |
| 0     | 5 a 9   | 4     |
| 8     | 0 a 4   | 0     |

## Economia
El 2007 la població en edat de treballar era de 117 persones, 89 eren actives i 28 eren inactives. De les 89 persones actives 83 estaven ocupades (42 homes i 41 dones) i 6 estaven aturades (3 homes i 3 dones). De les 28 persones inactives 11 estaven jubilades, 9 estaven estudiant i 8 estaven classificades com a «altres inactius».

### Ingressos
El 2009 a Saint-Aoustrille hi havia 72 unitats fiscals que integraven 182 persones, la mediana anual d'ingressos fiscals per persona era de 18.335 €.

### Activitats econòmiques
Dels 21 establiments que hi havia el 2007, 1 era d'una empresa extractiva, 2 d'empreses de fabricació d'altres productes industrials, 4 d'empreses de construcció, 6 d'empreses de comerç i reparació d'automòbils, 1 d'una empresa de transport, 1 d'una empresa d'informació i comunicació, 1 d'una empresa immobiliària, 3 d'empreses de serveis i 2 d'empreses classificades com a «altres activitats de serveis».
Dels 6 establiments de servei als particulars que hi havia el 2009, 2 eren tallers de reparació d'automòbils i de material agrícola, 2 fusteries, 1 lampisteria i 1 electricista.
L'any 2000 a Saint-Aoustrille hi havia 13 explotacions agrícoles.

## Equipaments sanitaris i escolars
El 2009 hi havia una escola maternal integrada dins d'un grup escolar amb les comunes properes formant una escola dispersa.

## Poblacions més properes
El següent diagrama mostra les poblacions més properes.